# The Northman
The Northman är en historisk film från 2022. Den är regisserad av Robert Eggers, som även har skrivit manus tillsammans med Sjón.
Filmen hade biopremiär i Sverige den 13 april 2022, utgiven av Universal Pictures.

## Rollista (i urval)
- Alexander Skarsgård – Amleth
- Claes Bang – Fjölnir
- Nicole Kidman – Gudrun
- Anya Taylor-Joy – Olga
- Ethan Hawke - Aurvandill
- Willem Dafoe – Heimir
- Gustav Lindh – Thórir
- Björk – Häxan
- Ingvar Eggert Sigurðsson - Trollkarlen
- Kate Dickie – Halldora pikten
- Murray McArthur – Håkon
- Ian Gerard Whyte – Thorvaldr

## Om filmen
Det tillkännagavs i oktober 2019 att Robert Eggers skulle regissera och skriva, tillsammans med Sjón, en film som beskrivs som en vikingahämndfilm. Nicole Kidman, Alexander Skarsgård, Anya Taylor-Joy, Bill Skarsgård och Willem Dafoe var under förhandling för att medverka i filmen. De var alla bekräftade i december 2019, tillsammans med Claes Bang i rollen som Feng.
Filmningen började den 2 mars 2020 i Belfast. Produktionen på filmen stoppades dock under sex veckor på grund av Coronaviruspandemin 2019–2021.